# Clive Sullivan
Pour les articles homonymes, voir Sullivan.
Pas d'image ? Cliquez ici

a Compétitions nationales et continentales officielles uniquement.

b Matchs officiels uniquement.
Dernière mise à jour le 25 avril 2010.
Clive Sullivan, officier de l'Empire britannique, né le 9 avril 1943 à Cardiff et décédé le 8 octobre 1985 à Kingston upon Hull, est un joueur international gallois de rugby à XIII. Durant toute sa carrière, il évolue au poste d'ailier. Il est le premier sportif de couleur à devenir capitaine d'une équipe nationale britannique. En 1972, il remporte la coupe du monde de rugby à XIII avec l'équipe de Grande-Bretagne dont il est le capitaine. Il meurt d'un cancer à l'âge de 42 ans. Il est le père d'Anthony Sullivan, lui aussi joueur de rugby à XIII.

## Carrière
Cet ailier « de couleur », comme l'on disait à l'époque, fait carrière d'abord dans le club de Hull FC pour rejoindre ensuite le rival Hull KR. Il dispute dix-sept matchs pour la Grande-Bretagne, mais aussi dix matchs pour l'équipe du pays de galles. Originaire du pays de Galles, il fait partie des joueurs discriminés par la fédération galloise en raison de la couleur de sa peau.
Un de ses nombreux exploits est de marquer deux « essais d'anthologie » contre la France en 1967 à Carcassonne, et un essai de quatre-vingts mètres, lors de la finale de la coupe du monde de 1972.

## Palmarès
- Individuel :
  - Meilleur marqueur d'essais de la Coupe du monde : 1968 (Grande-Bretagne).